# Guisarme
Eine Guisarme (auch Gesa, Gisarme, Gysarme, Jasarme) war eine in Europa gebräuchliche Stangenwaffe, die aus dem bäuerlichen Werkzeug der Sense hervorging.

## Geschichte
Die Guisarme wurde aus der Sense entwickelt. In vielen älteren Fachbüchern wird sie den Glefen, den Partisanen oder der Streitaxt zugeordnet, gehört aber zu den Kriegs- oder Sturmsensen. Die ersten Exemplare der Guisarme werden bereits im 12. Jahrhundert in England beschrieben. Sie war im Mittelalter eine beliebte und verbreitete Waffe, wohl auch, weil sie einfach und billig herzustellen war. Die Guisarme – oder auch die Sturmsensen – wurde vom 11. Jahrhundert bis zum beginnenden 19. Jahrhundert benutzt.

## Beschreibung
Die Guisarme besteht aus einer mehr oder weniger langen oder breiten Sensenklinge, die am Rücken verstärkt ist. Bei den meisten Versionen ist auf dem Klingenrücken eine weitere, schmale und spitze Klinge angebracht. Diese Klinge ist kurz und leicht nach oben gebogen oder lang und gerade. Bei anderen Ausführungen ist noch eine kleinere Stoßklinge an der Spitze des Sensenblattes angebracht. Bei manchen Versionen gleicht die Klinge nicht einem Sensenblatt, sondern eher der Klinge einer Hippe. Es gibt Guisarmen aus England, Deutschland, Italien und Frankreich.